# Flugplatz Offenburg

i7
i11
i13
Der Flugplatz Offenburg (ICAO-Code: EDTO) ist ein Sonderlandeplatz südlich der badischen Stadt Offenburg in Deutschland, Stand 2018 nur zugelassen  für Vereinsmaschinen.

## Lage
Der Sonderlandeplatz der Stadt Offenburg liegt zwei Kilometer südwestlich der Stadt Offenburg auf 155 m (509 Fuß) Höhe. Im Sichtflug ist er gut zwischen BAB 5 und der Bundesstraße 3 auszumachen, die parallel zur Landebahn verlaufen.

Der Flugplatzbezugspunkt lag im Jahr 2000 auf dem Radial 104 des Drehfunkfeuers Straßburg (STR) in einer Entfernung von 14 sm und auf dem Radial 279 des Drehfunkfeuers Sulz (SUL) in einer Entfernung von 29 sm.

## Start- und Landebahn
Die Start- und Landebahn ist in Richtung 02/20 ausgerichtet und hat einen Asphaltbelag. Die Piste hat eine Länge von 910 m (2.986 Fuß) und eine Breite von 20 m. Am Nordende verfügt sie über eine Überrollfläche von 60 m Länge, am Südende über eine solche von 180 m. Die Längsneigung liegt unter 1 %. Die Piste ist für ein Höchstabfluggewicht (MTOW) von 5,7 t zugelassen (PPR 5,7-10 t). Bei der Abnahme im Jahr 1977 landete aber bereits auch eine Transall (Leermasse ca. 26 t) der Bundeswehr zu Testzwecken auf der Asphaltbahn. 

Parallel dazu gibt es eine außer Betrieb befindliche Grasbahn, die zu Zeiten des aktiven Betriebes mit 540 × 30 m angegeben war.

## Flugbetrieb
Der Flugplatz gehört der Stadt Offenburg und wird von der Fliegergruppe Offenburg e. V. betrieben. Die Flugleitung ist nicht ständig besetzt. Eine PPR-Anmeldung ist deshalb jeweils erforderlich, es besteht keine Betriebspflicht.
Der Sonderlandeplatz hat eine Zulassung für Motorflugzeuge, Segelflugzeuge, Motorsegler, Ultraleichtflugzeuge, Trikes, jedoch nicht für Gyros/Tragschrauber, auf Asphalt bis maximal 5.700 kg und Helikopter bis 10.000 kg.
Treibstoffe werden nur an Vereinsmitglieder abgegeben. Die Funkfrequenz des Flugplatzes ist Offenburg Info 132.040 MHz.
Zum Anflug durch die Kontrollzone Lahr oder Karlsruhe erfolgt der Funkverkehr mit Lahr Tower / Info 125.180 MHz oder Langen Information 128.950 MHz.

## Geschichte
Der Flugplatz wurde auf dem Exerzierplatz der örtlichen Garnison eingerichtet und im Mai 1911, als Offenburg als Zwischenetappe beim  Zuverlässigkeitsflug am Oberrhein fungierte, zum ersten Mal als ziviler Landeplatz genutzt.

Eine nennenswerte militärische Bedeutung besaß der Platz weder im Ersten noch im Zweiten Weltkrieg. 

Die Zwischenkriegsjahre waren in den 1920er Jahren geprägt von den Restriktionen, welche durch die Lage des Flugplatzes in der entmilitarisierten Zone (eingerichtet aufgrund Artikel 43 des Versailler Vertrages) bedingt waren, und seit 1919 vorgetragene Initiativen, das Gelände wieder zu Flugzwecken zu nutzen, führten zu keinem Erfolg. So waren im Jahr 1921 große Teile des Flugplatzes an einen Schäfer verpachtet. Erst in den 1930er Jahren entwickelte sich langsam eine zivile fliegerische Nutzung, und im Dezember 1936 erhielt der Platz eine Zulassung als Landeplatz gem. §35 LVO unter Auflagen. Im Jahr 1941 wurde das Gelände für den Betrieb unbrauchbar gemacht und gesperrt. Im Frühjahr 1945 wurde der Offenburger Flugplatz zur uneingeschränkten landwirtschaftlichen Nutzung freigegeben.

In den 1950er Jahren wurde die Segelfliegerei wieder aufgenommen und das Gelände seither kontinuierlich weiter entwickelt. Die zu jener Zeit genutzte Grasbahn hatte die Ausrichtungen 15-33. Im Mai 1969 war Offenburg Austragungsort der 3. deutschen Hubschraubermeisterschaften. Darüber hinaus war Offenburg des Öfteren Etappenziel des Deutschlandfluges.

1975 wurde der Platz nach Südosten verlegt und die zum Flugbetrieb notwendigen Einrichtungen in diesem Zuge wesentlich erweitert. Er erhielt insbesondere die in dieser Form heute noch bestehende befestigte Piste, so dass auch Geschäftsreiseflugzeuge mit Turbinenantrieb – insbesondere der Werksverkehr der Firma Burda – den Platz regelmäßig benutzen konnten.

1996 wurde der Verkehrslandeplatz durch einen Stadtratsbeschluss zu Gunsten der fliegerischen Nutzung des Flugplatzes Lahr (EDTL) zu einem Sonderlandeplatz zurückgestuft. Seither darf der Platz, außer durch die Flugzeuge der Fliegergruppe Offenburg e. V., nur nach vorheriger Anmeldung (PPR) genutzt werden. Die anderen in Offenburg beheimateten Luftfahrzeuge mussten infolgedessen nach Lahr umziehen. Der gewerbliche Luftverkehr beschränkte sich fortan im Rahmen der Sondergenehmigungen auf Flüge der Firma Burda und ortsansässiger luftfahrttechnischer Betriebe, so zum Beispiel der Flugzeuglackierwerft Konprecht.

## Zukunftsperspektive
Durch den Neubau einer Justizvollzugsanstalt im östlichen Flugplatzbereich wurde der Luftverkehr ab 2009 weiteren Beschränkungen unterworfen. Darüber hinaus existieren Planungen, die Landebahn im südlichen Bereich langfristig mit einem Autobahnzubringer Offenburg-Süd zu kreuzen, so dass die verfügbare Startrollstrecke (TORA) verkürzt und die fliegerische Nutzung weiter eingeschränkt würde. Eine Bürgerinitiative zur Rettung des Flugplatzes bemüht sich zwar, dem Flugplatz wieder den höherwertigen Status eines Verkehrslandeplatzes zu verschaffen, aber angesichts der Beschlusslage des Offenburger Stadtrates vom 9. Oktober 2023, in der mehrheitlich den Vorplanungen zu einer Überbauung der Flugbetriebsfläche mit einem Gewerbegebiet zugestimmt wurde, scheinen die Tage eines der ältesten Flugfelder Deutschlands gezählt zu sein.   